# Złota kolekcja: Perłowa łódź
Złota kolekcja: Perłowa łódź – składanka największych przebojów Antoniny Krzysztoń wydana w 2000 roku przez EMI Music Poland.

## Lista utworów
1. Inny świat (sł. Antonina Krzysztoń, muz. ludowa z Madagaskaru)
2. Mój przyjacielu (sł. i muz. Antonina Krzysztoń)
3. Kiedy przyjdzie dzień (sł. Antonina Krzysztoń, muz. Kuba)
4. Lament św. Franciszka (sł. i muz. Antonina Krzysztoń)
5. Tam na brzegu kamienie śpiewają (sł. i muz. Antonina Krzysztoń)
6. Pocałunki (sł. i muz. Antonina Krzysztoń)
7. Tańczymy czakarere (sł. Antonina Krzysztoń, muz. ludowa z Ameryki Południowej)
8. Pada deszcz (sł. Antonina Krzysztoń, muz. Kuba)
9. My jesteśmy razem (sł. i muz. Antonina Krzysztoń)
10. Tam gdzie kres (sł. Antonina Krzysztoń, muz. ludowa)
11. Nigdy nie (sł. i muz. Antonina Krzysztoń)
12. Salome (sł. i muz. Karel Kryl, tłum. Maryna Miklaszewska)
13. Braciszku (sł. i muz. Karel Kryl, tłum. Jan Krzysztof Kelus)
14. Gdy zapada zmierzch (sł. Antonina Krzysztoń, muz. Cat Stevens i Antonina Krzysztoń)
15. Śmiechu mój (sł. Antonina Krzysztoń, muz. Kuba)
16. Łąki czy was odnajdę (sł. Antonina Krzysztoń, muz. ludowa z Bretanii)
17. Talitha Kum (sł. Antonina Krzysztoń, muz. Michał Lorenc)
18. Perłowa łódź (sł. Antonina Krzysztoń, muz. I-Jah-Man)
19. Hymn o miłości (sł. z 1 Listu św. Pawła do Koryntian, muz. Antonina Krzysztoń)
20. Prośba o... (muz. Antonina Krzysztoń i Kuba)